# Direction des opérations et de l'emploi
La direction des opérations et de l'emploi (DOE) est une des directions de la direction générale de la Gendarmerie nationale, aux côtés de la direction des personnels militaires de la Gendarmerie nationale et de la direction des soutiens et des finances. La DOE a pour mission de proposer des réponses aux crises pour garantir, sur l'ensemble du territoire de la République, la défense des institutions et des intérêts nationaux, le respect des lois, le maintien de la paix et de l'ordre publics, la protection des personnes, des biens et de l'environnement.

## Organisation
Outre des chargés de mission et des chargés de fonction, la DOE comprend :
- la sous-direction de l'emploi des forces (SDEF)
  - bureau sécurité des mobilités (BSM) ;
  - bureau sécurité et ordre publics (BSOP) ;
  - bureau défense et sécurité nationale (BDSN) ;
  - bureau de la prévention et des partenariats de sécurité (BPPS) ;
  - pôle d’expérimentation des programmes de sécurité (PEPS) ;
  - unité de coordination technique montagne (UCTM) ;
- la sous-direction de la Police judiciaire (SDPJ)
  - bureau délinquance générale ;
  - bureau de la lutte antiterroriste ;
  - bureau stratégie innovation ;
  - bureau de l'animation et de la coordination judiciaire ;
  - bureau de la criminalité organisée et de la délinquance spécialisée ;
  - office central de lutte contre la délinquance itinérante ;
  - office central de lutte contre le travail illégal ;
  - office central de lutte contre les atteintes à l'environnement et à la santé publique (OCLAESP) ;
  - office central de lutte contre les crimes contre l'humanité et les crimes de haine (OCLCH) ;
- la sous-direction de l'anticipation opérationnelle (SDAO) :
  - centre de renseignement opérationnel de la gendarmerie (CROG) ;
  - centre d'analyse et d'exploitation ;
  - centre sécurité économique et protection des entreprises ;
- et le centre national des opérations :
  - bureau suivi de la synthèse et de la veille opérationnelle ;
  - bureau management de l'information opérationnelle ;
  - bureau J1 ;
  - bureau J3 ;
  - bureau J4 ;
  - bureau J5 ;
  - bureau J6 ;
  - bureau J7 ;
  - bureau J9.

Un coordonnateur de la police judiciaire de la gendarmerie nationale est rattaché au directeur des opérations et de l'emploi.

## Dirigeants

### Chefs du service des opérations et de l'emploi
| Date de nomination | Chef de service                        |
| ------------------ | -------------------------------------- |
| 1er juillet 1995   | général de division Marie-Jean Rivière |
| 1er mai 1998       | général de brigade Maurice Lallement   |
| 1er janvier 2000   | général de division Jean-Marc Denizot  |
| 1er août 2002      | général de division Gérard Rémy        |
| 1er juillet 2005   | général de division Daniel Le Mercier  |
| 1er juillet 2007   | général de division Jacques Mignaux    |
| 1er juillet 2008   | général de division Philippe Marvillet |

### Directeurs des opérations et de l'emploi
À partir du 23 décembre 2009, le service des opérations et de l'emploi devient une direction :
| Date de nomination | Directeur                                   |
| ------------------ | ------------------------------------------- |
| 1er février 2010   | général de corps d'armée Philippe Marvillet |
| 1er février 2011   | général de corps d'armée David Galtier      |
| 1er janvier 2013   | général de corps d'armée Bertrand Soubelet  |
| 1er septembre 2014 | général de corps d'armée Michel Pattin      |
| 1er août 2017      | général de corps d'armée François Gieré     |
| 3 avril 2020       | général de corps d'armée Hubert Bonneau     |
| 1er septembre 2022 | général de corps d'armée Olivier Kim        |
| 1er janvier 2024   | général de corps d'armée Tony Mouchet       |